# عوني الكعكي

عوني الكعكي هو صحفي لبناني يشغل منصب مدير عام دار الشرق ورئيس تحرير جريدة الشرق ومجلة نادين. اُنتخب نقيب الصحافة اللبنانية في يناير 2015 خلفا لمحمد البعلبكي ولا زال في منصبه إلى الآن.